# Euparyphus cinctus
Euparyphus cinctus är en tvåvingeart som beskrevs av Osten Sacken 1886. Euparyphus cinctus ingår i släktet Euparyphus och familjen vapenflugor. Inga underarter finns listade i Catalogue of Life.